# حقل (رياضيات)

لايمكن إنشاء رسم السباعي المنتظم فقط بإستخدام المسطرة والفرجار. يمكن إثبات ذلك باستخدام حقل الأعداد القابلة للإنشاء

في الرياضيات، الحقل (بالإنجليزية: Field)‏ (أو جسم، كما في الترجمة في الدول المغاربية[بحاجة لمصدر]) هي مجموعة عُرفت عليها أربع عمليات هي الجمع والطرح والضرب والقسمة ويحقق خاصيات ما يقابلها من عمليات الأعداد الحقيقة والنسبية. فبالتالي الحقل هو بنية أساسية في الجبر ويستخدم بشكل واسع في الجبر ونظرية الأعداد وغيره من فروع الرياضيات.
من الحقول (أو الأجسام) المعروفة ،نجد حقلي الأعداد الحقيقية و الأعداد المركبة. هناك أيضا العديد من الحقول الأخرى مثل حقول الدوال النسبية وحقول الدوال الجبرية (algebraic function field ) وحقول الأعداد الجبرية وكذلك حقول p-adic . هذه الحقول هي الأكثر استخداما في دراسة الرياضيات خصوصا في نظرية الأعداد والهندسة الجبرية. كثير من بروتوكلات التشفير تعتمد على الحقول المنتهية والتي نعني بها تحتوي على العديد من العناصرة المنتهية.
يمكن التعبير عن العلاقة أو الصلة بين حقلين بواسطة مايسمى امتداد الحقول. طورت نظرية غالوا، والتي أكتشفها العالم الرياضي إيفاريست غالوا في ثلاثينات القرن التاسع عشر، لفهم العلاقات المتقدمة. نظريات أساسية في التحليل مرتبطة بالخواص الهيكلية لحقل الأعداد الحقيقية.
والأكثر أهمية لأسباب جبرية، أنه أي حقل ممكن أن يستخدم كمية قياسية في فضاء المتجه والذي يعتبر محتوى أساسي عام للجبر الخطي. تشترك حقول الأعداد مع حقل الأعداد النسبية والتي تُدرس بعمق في نظرية الأعداد. يمكن لحقول الدوال أن تساعد في وصف خواص الأشياء الهندسية.

## تعريف
بصيغة عامة، الحقل هو مجموعة ما وعمليتان معرفتان على هذه المجموعة. هاتان العمليتان هما عملية الجمع والتي يمكن أن تكتب على الشكل a + b وعملية الضرب والتي يمكن كتابتها على الشكل a ⋅ b. ولكليهما نفس خواص عمليتي الجمع والضرب المعتادة على الأعداد النسبية والأعداد الحقيقية. من هذه الخواص وجود المعكوس الجمعي {\displaystyle -a} لكل العناصر {\displaystyle a} والمعكوس الضربي {\displaystyle b^{-1}} لكل عنصر غير منعدم {\displaystyle b}. هذا يسمح أيضا بتعريف ما يسمى العمليات العكسية وهما الطرح {\displaystyle a-b} والقسمة {\displaystyle a/b} كالتالي:
{\displaystyle a-b=a+(-b),}
{\displaystyle a/b=a.b^{-1}.}

### تعريف تقليدي (عام)
بصيغة رياضية، الحقل هو عبارة عن مجموعة {\displaystyle F} مزودة بعمليتين داخلييتين ، الأولى يرمز لها بعملية الجمع و الثانية بعملية الضرب . نعرف عملية ما على {\displaystyle F} بالتطبيق {\displaystyle F\times F\rightarrow F} ، أو بصيغة أخرى: هي دالة تربط كل عنصر من {\displaystyle F} بكل بزوج ثنائي مرتب من عناصر نفس المجموعة المعرفة عليها. نتيجة إضافة العنصرين {\displaystyle a} و{\displaystyle b} يسمى جمع {\displaystyle a} ووالذي يرمز له بالرمز {\displaystyle a+b} . بالمثل، ماينتج عن ضرب العنصرين {\displaystyle a} و{\displaystyle b} يسمى بحاصل ضرب العنصرين {\displaystyle a} و {\displaystyle b} ويرمز لهذه العملية بالرمز{\displaystyle a.b} أو {\displaystyle ab}. لابد لهاتين العمليتين أن تحقق الخصائص التالية والتي تسمى مسلمات الحقل.(موضوعات الحقل) في هذه المسلمات العناصر {\displaystyle a} و{\displaystyle b} و{\displaystyle c} هي عناصر اختيارية من الحقل {\displaystyle F} .
- خاصية التجميعية لعملية الجمع {\displaystyle a+(b+c)=(a+b)+c} وعملية الضرب {\displaystyle a.(b.c)=(a.b).c} .
- خاصية التبادلية لعملية الجمع {\displaystyle a+b=b+a} وعملية الضرب {\displaystyle a.b=b.a} .
- العنصر المحايد الجمعي والمحايد الضربي: يوجد عنصرين مختلفين {\displaystyle 0} و {\displaystyle 1} في {\displaystyle F} بحيث أن {\displaystyle a+0=a} و{\displaystyle a.1=a} .
- المعكوس الجمعي: لكل عنصر{\displaystyle a} في {\displaystyle F} ، يوجد عنصر آخر في {\displaystyle F} يرمز له بالرمز {\displaystyle a^{-1}} والذي يسمى بالمعكوس الجمعي لـ {\displaystyle a} بحيث أن {\displaystyle a+(-a)=0}.
- المعكوس الضربي: لكل عنصر غير صفري {\displaystyle a\neq 0} في يوجد عنصر في {\displaystyle F} يرمز له بالرمز {\displaystyle a^{-1}} (أو {\displaystyle {\frac {1}{a}}}) يسمى بالمعكوس الضربي بشرط أن {\displaystyle a.a^{-1}=1} .
- خاصية توزيعية الضرب على الجمع: {\displaystyle a.(b+c)=a.b+a.c}.

يمكن تلخيص ذلك كما يلي: الحقل هو مجموعة مزودة بعمليتين الجمع و الضرب ،(ليس بالضرورة الجمع و الضرب الاعتياديين ) وهو زمرة تبادلية بالنسبة لعملية الجمع والعنصر{\displaystyle 0} هو المحايد الجمعي وكل العناصر غير المنعدمة تمثل زمرة تبادلية بالنسبة لعملية الضرب وله العنصر المحايد الضربي {\displaystyle 1} . وأيضا يحقق خاصية توزيعية الضرب على الجمع.

### تعريف آخر
يمكن تعريف الحقل بطريقة أخرى لكن له نفس المعنى. فمن الممكن تعريف الحقل بواسطة أربع عمليات ثنائية: الجمع والطرح والضرب والقسمة بخواصها المطلوبة. مستبعد من هذا التعريف القسمة على الصفر. من أجل تجنب مشكلة الوجود، يمكن تعريف الحقول بواسطة عمليتين ثنائيتين (الجمع والضرب) وعمليتين أحاديتين (وهما العمليات المعاكسة للجمع والضرب) وأيضا عمليتي المحايد (nullary ) للعنصرين الثابتين {\displaystyle 0} و{\displaystyle 1} . هذه العمليات تخضع أيضا للشروط المذكوره أعلاه. تجنب معايير الوجود مهمه في الرياضيات البنائية والحوسبة. ممكن أيضا تعريف الحقل باستخدام نفس العمليتين الثنائيتين وعملية أحادية واحدة (المعكوس الضربي) وعنصرين ثابتين هما {\displaystyle 1} و {\displaystyle -1} لأن {\displaystyle 0=1+(-1)} و {\displaystyle -a=(-1)a}.

## أمثلة

### مثال
لتكن F مجموعة الاعداد الحقيقة التي بصيغة 3{\displaystyle \surd }a+b حيث a,b عددان نسبيان {F = { a+b {\displaystyle \surd }3 l a,b {\displaystyle \in }Q
الاختبار الثلاثي
1. (F,+ , .) هو حلقة تبديلية

عندما تكون الأعداد 0 و 1 و r_{1} و r_{2} معلومة، فإن هذا الشكل يمكن من إنشاء r_{1}·r_{2}

2. حلقة لها محايد ضربي هو " 3{\displaystyle \surd } 0 + 1 = 1 ومحايد جمعي هو 3{\displaystyle \surd } +0 =0
3. (. , + , F) كل عنصر غير صفري ينتمي إلى F له معكوس ينتمي إلى F

افرض ان a+ b {\displaystyle \surd }3 {\displaystyle \in } F حييث a , b ليس كلاهما صفر أيضا a,b {\displaystyle \in } Q تحت هذا الشرط {\displaystyle a^{2}-3b^{2}\neq 0} وبخلافه يكون 3{\displaystyle \surd } نسبيا
{\displaystyle (a+b\surd 3)^{-}1=1/(a+b\surd 3)=1/(a+b\surd 3)\cdot (a-b\surd 3)/(a-b\surd 3)}
{\displaystyle =a/(a^{2}-3b^{2})+-b/(a^{2}-3b^{2})\surd 3\in F}
بما أن {\displaystyle a/(a^{2}-3b^{2})} و {\displaystyle -b/(a^{2}-3b^{2})} كليهما عددان نسبيان فإن المعكوس الناتج ينتمي إلى F.

### الأعداد النسبية
أستخدمت الأعداد النسبية بشكل أوسع قبل ظهور مفهوم الحقل بوقت طويل. وتعرف الأعداد النسبية بالأعداد التي يمكن كتابتها بشكل كسور {\displaystyle a/b}حيث أن {\displaystyle a} و{\displaystyle b} هما أعداد صحيحة و{\displaystyle b\neq 0}. المعكوس الجمعي لهذا الكسر هو {\displaystyle -a/b} والمعكوس الضرب في حالة {\displaystyle a\neq 0} يساوي {\displaystyle b/a} والذي يحقق
{\displaystyle {\frac {b}{a}}.{\frac {a}{b}}={\frac {ba}{ab}}=1} .
الخصائص المطلوبة لأي حقل تنطبق أيضا على الأعداد النسبية. فعلى سبيل المثال خاصية التوزيع يمكن إثباتها كالتالي:
{\displaystyle {\begin{aligned}{\frac {a}{b}}.\left({\frac {c}{d}}+{\frac {e}{f}}\right)&={\frac {a}{b}}.\left({\frac {c}{d}}.{\frac {f}{f}}+{\frac {e}{f}}.{\frac {d}{d}}\right)\\&={\frac {a}{b}}.\left({\frac {cf}{df}}+{\frac {ed}{fd}}\right)\\&={\frac {a}{b}}.{\frac {cf+ed}{df}}\\&={\frac {a(cf+ed)}{bdf}}={\frac {acf}{bdf}}+{\frac {aed}{bdf}}={\frac {ac}{bd}}+{\frac {ae}{bf}}\\&={\frac {a}{b}}.{\frac {c}{d}}+{\frac {a}{b}}.{\frac {e}{f}}.\\\end{aligned}}}

### الأعداد الحقيقية والأعداد المركبة

حاصل ضرب عددين مركبين يمكن تمثيلها هندسيا بالدوران والمقياس.

مجموعة الأعداد الحقيقية {\displaystyle \mathbf {R} } مزودةً بعمليتي الجمع والضرب المعتادتين تمثل حقلا.
الأعداد المركبة {\displaystyle \mathbf {C} } تتكون من أعداد بالصيغة {\displaystyle a+b\,i}
حيث {\displaystyle a} و {\displaystyle b} أعداد حقيقية و {\displaystyle i} تمثل وحدة الجزء التخيلي وهو عدد غير حقيقي يحقق الشرط {\displaystyle i^{2}=-1}. تعرف عمليتي الجمع والضرب للأعداد المركبة بنفس عمليتي الجمع والضرب المعرفتين على الأعداد الحقيقية بشرط تحقيقها لشروط الحقل على مجموعة الأعداد المركبة. مثلا، خاصية التوزيع تحقق التالي:
{\displaystyle (a+b\,i)(c+d\,i)=ac+bc\,i+ad\,i+bd\,i^{2}=ac-bd+(bc+ad)\,i}.

### الأعداد القابلة للإنشاء

نظرية المتوسط الهندسي والتي تنص على أن. بإختيار يسمح برسم الجذر التربيعي للرقم القابل للإنشاء المعطى.

انظر عدد قابل للإنشاء وإلى مبرهنة طاليس
في العصور القديمة، تهتم العديد من المسائل الهندسي بمدى قابلية إنشاء أو تمثيل أعداد معينه باستخدام الفرجار والمسطرة. فعلى سبيل المثال لم يكن معروفا لدى اليونانيين استحالة إيجاد ثلث زاوية معطاه بهذه الطريقة. لكن تم الآن حل مثل تلك المسائل مع وجود مايسمى بالأعداد قابلة للإنشاء. تعرف الأعداد الحقيقية القابلة للإنشاء بأنها أطوال لقطع مستقيمة بالاستعادة بنقاط الفتة من {\displaystyle 0} إلى {\displaystyle 1} بعدد من الخطوات المحددة فقط باستخدام الفرجار والمسطرة. وبالإمكان استخدام عمليات حقل الأعداد الحقيقية بحصرها على الأعداد الإنشائية والتي تمثل حقل فعلي جزئي من حقل الأعداد النسبية Q . بالشكل الموضح هنا مثال يوضح أنه ليس بالضرورة أن عملية إنشاء الجذور التربيعية للأعداد الإنشائية تنتمي للمجموعة Q. التسمية الموجودة بالشكل تبين القطع المستقيمة {\displaystyle AB} و{\displaystyle BD} ونصف الدائرة التي مركزها عندي النقطة{\displaystyle C} وقطرها {\displaystyle AD} التي يتعامد عليها النقطة{\displaystyle F} بالزاوية القائمة عند {\displaystyle B}وبمسافة قدرها {\displaystyle h={\sqrt {p}}} عندما يكون طول الضلع {\displaystyle BD} يساوي واحد.
ليست كل الأعداد الحقيقية قابلة للإنشاء. فمثلا العدد {\displaystyle {\sqrt[{3}]{2}}} هو غير قابل للإنشاء، بمعنى أنه لايمكن تمثيل ضلع بمكعب حجمه يساوي {\displaystyle 2} استخدام الفرجار والمسطرة.

### حقل ذو أربع عناصر
بالإضافة إلى جمع أنظمة الأعداد المعروفه كالأعداد النسبية، يوجد نوع آخر ويمكن أثبات أنه يمثل حقل. المثال التالي يتكون من أربع عناصر هي {\displaystyle O,I,A,B} . تم أختيار هذه الرموز بحيث أن العنصر {\displaystyle O} يلعب دور المحايد الجمعي و {\displaystyle I} يمثل المحايد الضربي. يمكن التحقق من مسلمات الحقل باستخدام بعض نظريات الحقل أو مباشرة ببعض الحسابات. مثلا
{\displaystyle A.(B+A)=A.I=A} والتي تكافئ {\displaystyle A.B+A.A=A} كما هو مطلوب بخاصية التوزيع.
| · | O | I | A | B |
| - | - | - | - | - |
| O | O | O | O | O |
| I | O | I | A | B |
| A | O | A | B | I |
| B | O | B | I | A |

| + | O | I | A | B |
| - | - | - | - | - |
| O | O | I | A | B |
| I | I | O | B | A |
| A | A | B | O | I |
| B | B | A | I | O |

يسمى هذا الحقل بحقل منتهي بأربع عناصر ويرمز بالرمز {\displaystyle \mathbf {F} _{4}} أو {\displaystyle GF(4)}. المجموعة الجزئية المكونه من {\displaystyle O} و {\displaystyle I} (المضلله بالأحمر في الجدول المرفق) تمثل أيضا حقل والذي يعرف بالحقل الثنائي {\displaystyle \mathbf {F} _{2}} أو{\displaystyle GF(2)} . في علوم الحاسب وجبر بولياني غالبا مايستخدم الرمزين {\displaystyle O} و{\displaystyle I} للدلالة على الخطأ والصواب على التوالي.

## بعض المفاهيم
في هذا القسم سيتم استخدام الرمز{\displaystyle F} للدلالة على أي حقل عشوائي و {\displaystyle a} و{\displaystyle b} عنصران من {\displaystyle F}.

### إستنتاجات من تعريف الحقل
من التعريف لدينا {\displaystyle a.0=0}و {\displaystyle -a=(-1)a}. أي أنه من الممكن اختصار رمز المعكوس الجمعي لأي عنصر باستخدام الرقم {\displaystyle -1} . إذا كان {\displaystyle ab=0} فإنه إما {\displaystyle a=0}أو {\displaystyle b=0} . وفي حالة {\displaystyle ab=0} و {\displaystyle a\neq 0} نستنتج أن
{\displaystyle 0=a^{-1}.0=a^{-1}(ab)=(a^{-1}a)b=b}
وهذا يعني أن كل حقل هو مجال متكامل.

### الزمرة الجمعية وزمرة الضرب للحقل
نسنتنتج من مسلمات الحقل أن الحقل هو زمرة إبدالية مع عملية الجمع. هذه الزمرة تسمى زمرة جمعيه للحقل والتي يرمز لها أحيانا بالرمز {\displaystyle (F,+)} للحقل {\displaystyle F}.
بالمثل، تمثل عناصر الحقل غير الصفرية زمرة إبدالية مع عملية الضرب والتي تسمى زمرة ضربية. يرمز لهذه الزمرة بالرمز {\displaystyle (F\setminus \{0\},.)} أو اختصارا بالرمز {\displaystyle F^{*}}.
يشترط بالحقل أن يكون {\displaystyle 1\neq 0} وذلك لأن العنصر {\displaystyle 1} هو عنصر وحدة لزمرة لاتحتوي على {\displaystyle 0} . فبالتالي الحلقة التافهه التي تحتوي على عنصر واحد فقط لاتمثل حقل.
كل زمرة جزئية منتهية من زمرة ضربية لحقل هي زمرة دائرية.

### مميز
وكما عرفنا عملية ضرب عنصرين من عناصرF ، فإنه من الممكن تعريف حاصل ضرب {\displaystyle n.a} لأي عنصر اختياري {\displaystyle a} من F وعدد صحيح موجب {\displaystyle n} حيث أن الضرب يتم بالطريقة التالية
a + a + ... + a . ينتمي هذا الناتج أيضا إلى F .
إذا كان لايوجد عدد صحيح موجب {\displaystyle n} بحيث أن n ⋅ 1 = 0 ، فإننا هنا نقول أن الحقل F به مميز {\displaystyle 0}(Characteristic) في. فمثلا يحتوي حقل الأعداد النسبية Q على مميز لأنه لايوجد عدد صحيح موجب {\displaystyle n} يساوي صفر.
من جهة أخرى، إذا أمكن إيجاد عدد صحيح موجب {\displaystyle n} يحقق هذه المعادلة n ⋅ 1 = 0 فإن أصغر قيمة لهذا العدد يمثل عدد أولي. وعادة مايرمز لهذا العدد بالرمز {\displaystyle p} ونقول في هذه الحالة أن الحقل يحتوي على مميز{\displaystyle p}. مثال على ذلك الحقل F4 به مميز2 لأن I + I = O (كما هو واضح بجدول الجمع المرفق هنا).
فبالتالي إذا كان الحقل F يحتوي على مميز{\displaystyle p} فإن p ⋅ a = 0 لكل {\displaystyle a\in F}. وهذا يعني أن
(a + b)p = ap + bp
وذلك لأن جميع معاملات ذات الحدين في معادلة ذات الحدين قابلة للقسمة على {\displaystyle p}.

### الحقول الجزئية والحقول الأولية
نعرف حقل جزئي {\displaystyle E}من الحقلF بأنه مجموعة جزئية من F والذي يمثل حقل بالنسبة للعمليات المعرفة بالحقل F. وهذا يعني أن المجموعة الجزئية {\displaystyle E} من F تحتوي على {\displaystyle 1} وتحقق خاصية الانغلاق بالنسبة لعمليتي الجمع والضرب وتحتوي على المعكوس الجمعي والمعكوس الضرب لجميع العناصر الغير صفرية.
بصيغة أخرى، فإن {\displaystyle 1\in E}ولكل {\displaystyle a,b\in E,a\neq 0} فإن العناصر{\displaystyle a+b} و {\displaystyle a.b} و{\displaystyle -a} و {\displaystyle 1/a}هم عناصر في {\displaystyle E} .
يعرف تشاكل الحقل بإنه دالة f: E → F بين حقلين تحقق الشروط التالية لكل عنصرين اختياريين {\displaystyle e_{1},e_{2}\in E}
- f(e1 + e2) = f(e1) + f(e2)
- f(e1e2) = f(e1)f(e2)
- f(1E) = 1F.

جميع تشاكلات الحقل هي دوال متباينة. وإذا كانت الدالة {\displaystyle f} شامله فإنها تكون متماثلة ونقول في هذه الحالة أن الحقلين {\displaystyle E} و{\displaystyle F} متماثلين.
يقال لأي حقل أنه حقل أولي (prime field) إذا كان لايحتوي على أي حقل جزئي فعلي منه. أي حقل يحتوي على حقل أولي.
إذا كان مميز الحقل هو عدد أولي {\displaystyle p} فإن الحقل الأولي له يمثل تشاكل للحقل المنتهي Fp (الذي سيعرف لاحقا)، ويكون الحقل الأولي تشاكل لحقل الأعداد النسبية فيما عدا ذلك.

## تاريخ
استعمل مفهوم الحقل بصفة ضمنية (أي بصفة غير مباشرة) عالما الرياضيات نيلس هنريك أبيل وإيفاريست غالوا في عملهما حول قابلية حلحلة معادلات متعددات الحدود بمعاملات جذرية وبدرجات تساوي الخمسة أو تفوقها.
في عام 1857، نشر كارل فون شتاوت عملا له احتوى على نموذج هندسي يحقق الموضوعات اللائي يعرفن حقلا في شكله العصري.

## نظرية غالوا
تعتبر من أهم نظريات الجبر. انظر إلى امتداد جبري.